# Apeadero de Outiz
El Apeadero de Outiz es una plataforma ferroviaria desactivada de la Línea de Porto a Póvoa y Famalicão, que servía a la localidad de Outiz, en el ayuntamiento de Vila Nova de Famalicão, en Portugal.

## Historia
El tramo entre Famalicão y Fontaínhas de la Línea de Porto a Póvoa y Famalicão, donde este apeadero se sitúa, abrió a la explotación el 12 de junio de 1881.